# Pont de Campanar
El pont de Campanar és un pont de València, construït entre 1932 i 1937, creua el Jardí de Túria i connecta el barri de Sant Pau i Campanar amb el de Nou Moles i la Petxina. Així mateix, uneix les avingudes del Mestre Rodrigo, de Tirso de Molina i de Manuel de Falla amb el passeig de la Petxina i l'avinguda de Pérez Galdós. Forma part de la segona ronda de circumval·lació de València.